# Pietro Bulloni
Pietro Bulloni (Brescia, 20 luglio 1895 – 25 agosto 1950) è stato un avvocato e politico italiano.

## Biografia
Partecipa al movimento sindacale cattolico bresciano nel primo dopoguerra; nel 1924 è consigliere comunale di Brescia, poi consigliere provinciale. Come avvocato, entra nello studio legale di Luigi Bazoli.
Nel periodo della Resistenza, è avvocato difensore di Astolfo Lunardi, Bruno Boni e molti altri antifascisti. Dal 27 aprile 1945 al 1º marzo 1946 è prefetto di Brescia su designazione del CLN. Membro dell'Assemblea Costituente e deputato dal 1948.
È stato Sottosegretario al Commercio con l'Esterno nel V Governo De Gasperi.